# Maria Anna Carolina di Sassonia
Maria Anna Carolina di Sassonia (Dresda, 15 novembre 1799 – Pisa, 24 marzo 1832) fu principessa di Sassonia per nascita e granduchessa di Toscana per matrimonio e fu la prima moglie di Leopoldo II di Toscana.

## Biografia

### Primi anni

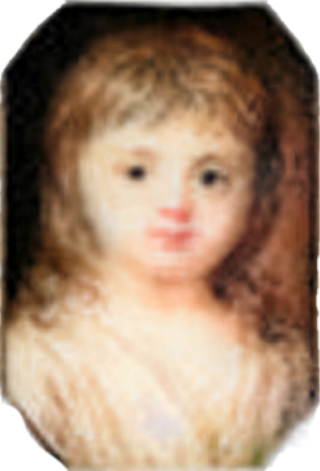
Maria Anna Carolina di Sassonia da bambina in una miniatura del 1802.

Maria Anna Carolina di Sassonia era la quinta figlia del principe Massimiliano di Sassonia, figlio dell'elettore Federico Cristiano di Sassonia e della principessa Maria Antonia di Baviera, e di Carolina di Borbone-Parma, figlia del duca Ferdinando I di Parma e dell'arciduchessa Maria Amalia d'Asburgo-Lorena. Dunque, per parte paterna, la principessa Maria Anna Carolina era pronipote del re Augusto III di Polonia e di Maria Giuseppa d'Austria, mentre per parte materna, era pronipote dell'imperatore Francesco I di Lorena e di Maria Teresa d'Austria.

### Matrimonio

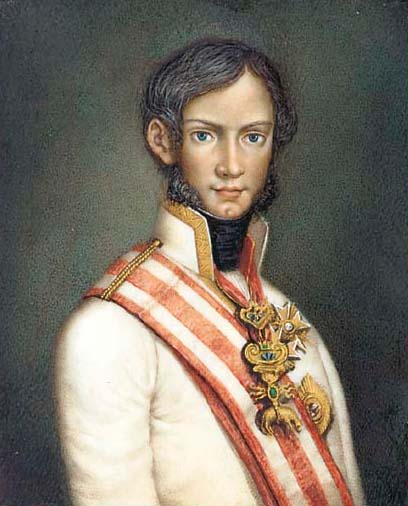
Il marito Leopoldo II di Toscana.

Il 16 novembre 1817, all'età di diciotto anni, sposò a Firenze, nella chiesa della Santissima Annunziata, il diciottenne Gran principe di Toscana Leopoldo, figlio del granduca Ferdinando III di Toscana e di Luisa Maria Amalia di Borbone-Napoli. I due sposi erano cugini di secondo grado in quanto l'imperatore Leopoldo II, nonno di Leopoldo, e Maria Amalia d'Asburgo-Lorena, nonna di Maria Anna Carolina, erano entrambi figli dell'imperatore Francesco I e di Maria Teresa d'Austria. Il granduca Ferdinando III, rimasto vedovo nel 1802, decise di risposarsi all'età di cinquantadue anni e prese in moglie Maria Ferdinanda di Sassonia, sorella maggiore di sua nuora.

### Granduchessa di Toscana
Nel 1824, alla morte di Ferdinando III, il Gran principe salì al trono con il nome di Leopoldo II. Il granduca e la granduchessa, affettuosamente soprannominata Nanny, si volevano molto bene e già da due anni erano stati allietati dalla nascita di una figlia, Carolina Augusta. Nei successivi quattro anni nacquero altre tre bambine: Augusta Ferdinanda, futura duchessa di Baviera e madre del re Ludovico III di Baviera,  Maria Massimiliana e Giuseppa Amalia.
Benché fosse amata dal marito e dal suo popolo, la granduchessa Maria Anna Carolina sentiva su di sé il peso di non riuscire a dare un erede maschio alla Toscana. La depressione, unita alla sua cagionevole salute, fecero sì che si ammalasse più facilmente di tubercolosi. I medici consigliarono che la granduchessa lasciasse Firenze e si trasferisse a Pisa, città dal clima più mite e salubre. Nell'inverno del 1832 tutta la corte si trasferì a Pisa, ma la granduchessa non diede segni di miglioramento.
Nel mese di marzo le sue condizioni peggiorarono sensibilmente e divenne evidente che di lì a poco sarebbe morta. Da donna estremamente pia, Maria Anna Carolina aspettava la morte serenamente, anche se rimpiangeva di abbandonare lo sposo e le figlie ancora bambine. Negli ultimi giorni della sua vita volle accanto a sé il suo confessore, Angiolo Maria Gilardoni, vescovo di Livorno. La sera del 23 marzo i medici di corte annunciarono che non c'era più nulla da fare e il giorno successivo morì in quiete.
Il granduca Leopoldo II, molto addolorato per la morte della moglie, fece imbalsamare il corpo e il 28 marzo lo fece trasportare a Firenze, dove la granduchessa fu inumata nella Basilica di San Lorenzo. La sua tomba, uno splendido sarcofago in porfido rosso sormontato da una corona, è uno degli ultimi capolavori dell'Opificio delle pietre dure.
A causa della mancanza di eredi maschi, Leopoldo II dovette necessariamente risposarsi e scelse la moglie in base al rango e alla bellezza: la scelta ricadde sulla principessa delle Due Sicilie, Maria Antonia, figlia di Francesco I delle Due Sicilie e di Maria Isabella di Borbone-Spagna. La nuova granduchessa, di soli diciotto anni, era anche lei cugina di Maria Anna Carolina di Sassonia, in quanto sua nonna, Maria Carolina d'Asburgo-Lorena, era sorella della medesima Maria Amalia, nonna della defunta granduchessa. Maria Antonia e Leopoldo ebbero cinque figlie femmine e cinque figli maschi, tra i quali Ferdinando IV di Toscana, l'erede al trono.

## Discendenza
Maria Anna Carolina e Leopoldo ebbero quattro figlie:
1. Principessa Maria Carolina Augusta Giuseppa Giovanna, nata a Firenze nel 1822 e mortavi nel 1841. Non si sposò mai e non ebbe figli;
2. Principessa Augusta Ferdinanda Luisa Maria Giovanna Giuseppa, nata a Firenze nel 1825 e morta a Monaco di Baviera nel 1864, sposò Leopoldo di Baviera da cui ebbe quattro figli;
3. Principessa Maria Massimiliana Tecla Giuseppa Giovanna, nata a Firenze nel 1827 e mortavi nel 1834.
4. Principessa Maria Giuseppa Amalia Carlotta Giovanna, nata a Firenze nel 1828 e mortavi nel 1836.

## Ascendenza
|                                               |                          |                                              | Genitori                                      |  |  | Nonni |  |  | Bisnonni               |  |  | Trisnonni        |  |
|                                               |                          |                                              |                                               |  |  |       |  |  | Augusto III di Polonia |  |  | Augusto il Forte |  |
|                                               |                          |                                              |                                               |  |  |       |  |  | Augusto III di Polonia |  |  | Augusto il Forte |  |
|                                               |                          | Cristiana Eberardina di Brandeburgo-Bayreuth |                                               |  |  |       |  |  | Augusto III di Polonia |  |  |                  |  |
| Federico Cristiano, Elettore di Sassonia      |                          |                                              |                                               |  |  |       |  |  | Augusto III di Polonia |  |  |                  |  |
|                                               |                          | Arciduchessa Maria Giuseppa d'Austria        | Giuseppe I, Sacro Romano Imperatore           |  |  |       |  |  |                        |  |  |                  |  |
|                                               |                          | Arciduchessa Maria Giuseppa d'Austria        | Giuseppe I, Sacro Romano Imperatore           |  |  |       |  |  |                        |  |  |                  |  |
|                                               |                          | Arciduchessa Maria Giuseppa d'Austria        | Guglielmina Amalia di Brunswick-Lüneburg      |  |  |       |  |  |                        |  |  |                  |  |
| Massimiliano, Principe Ereditario di Sassonia |                          | Arciduchessa Maria Giuseppa d'Austria        |                                               |  |  |       |  |  |                        |  |  |                  |  |
|                                               |                          | Carlo VII, Sacro Romano Imperatore           | Massimiliano II Emanuele, Elettore di Baviera |  |  |       |  |  |                        |  |  |                  |  |
|                                               |                          | Carlo VII, Sacro Romano Imperatore           | Massimiliano II Emanuele, Elettore di Baviera |  |  |       |  |  |                        |  |  |                  |  |
|                                               |                          | Carlo VII, Sacro Romano Imperatore           | Teresa Cunegonda Sobieska di Polonia          |  |  |       |  |  |                        |  |  |                  |  |
| Duchessa Maria Antonia di Baviera             |                          | Carlo VII, Sacro Romano Imperatore           |                                               |  |  |       |  |  |                        |  |  |                  |  |
|                                               |                          | Arciduchessa Maria Amalia d'Austria          | Giuseppe I, Sacro Romano Imperatore           |  |  |       |  |  |                        |  |  |                  |  |
|                                               |                          | Arciduchessa Maria Amalia d'Austria          | Giuseppe I, Sacro Romano Imperatore           |  |  |       |  |  |                        |  |  |                  |  |
|                                               |                          | Arciduchessa Maria Amalia d'Austria          | Guglielmina Amalia di Brunswick-Lüneburg      |  |  |       |  |  |                        |  |  |                  |  |
| Maria Anna Carolina di Sassonia               |                          | Arciduchessa Maria Amalia d'Austria          |                                               |  |  |       |  |  |                        |  |  |                  |  |
|                                               | Filippo I, Duca di Parma | Filippo V di Spagna                          |                                               |  |  |       |  |  |                        |  |  |                  |  |
|                                               | Filippo I, Duca di Parma | Filippo V di Spagna                          |                                               |  |  |       |  |  |                        |  |  |                  |  |
|                                               | Filippo I, Duca di Parma | Elisabetta Farnese                           |                                               |  |  |       |  |  |                        |  |  |                  |  |
| Ferdinando I, Duca di Parma                   | Filippo I, Duca di Parma |                                              |                                               |  |  |       |  |  |                        |  |  |                  |  |
|                                               |                          | Luisa Elisabetta di Francia                  | Luigi XV di Francia                           |  |  |       |  |  |                        |  |  |                  |  |
|                                               |                          | Luisa Elisabetta di Francia                  | Luigi XV di Francia                           |  |  |       |  |  |                        |  |  |                  |  |
|                                               |                          | Luisa Elisabetta di Francia                  | Maria Leszczyńska                             |  |  |       |  |  |                        |  |  |                  |  |
| Principessa Carolina di Parma                 |                          | Luisa Elisabetta di Francia                  |                                               |  |  |       |  |  |                        |  |  |                  |  |
|                                               |                          | Francesco I, Sacro Romano Imperatore         | Leopoldo, Duca di Lorena                      |  |  |       |  |  |                        |  |  |                  |  |
|                                               |                          | Francesco I, Sacro Romano Imperatore         | Leopoldo, Duca di Lorena                      |  |  |       |  |  |                        |  |  |                  |  |
|                                               |                          | Francesco I, Sacro Romano Imperatore         | Elisabetta Carlotta d'Orléans                 |  |  |       |  |  |                        |  |  |                  |  |
| Arciduchessa Maria Amalia d'Austria           |                          | Francesco I, Sacro Romano Imperatore         |                                               |  |  |       |  |  |                        |  |  |                  |  |
|                                               |                          | Maria Teresa d'Austria                       | Carlo VI, Sacro Romano Imperatore             |  |  |       |  |  |                        |  |  |                  |  |
|                                               |                          | Maria Teresa d'Austria                       | Carlo VI, Sacro Romano Imperatore             |  |  |       |  |  |                        |  |  |                  |  |
|                                               |                          | Maria Teresa d'Austria                       | Elisabetta Cristina di Brunswick-Wolfenbüttel |  |  |       |  |  |                        |  |  |                  |  |
|                                               |                          | Maria Teresa d'Austria                       |                                               |  |  |       |  |  |                        |  |  |                  |  |